# Melanoplus
Melanoplus är ett släkte av insekter som beskrevs av Carl Stål 1873. Melanoplus ingår i familjen gräshoppor.

## Bildgalleri

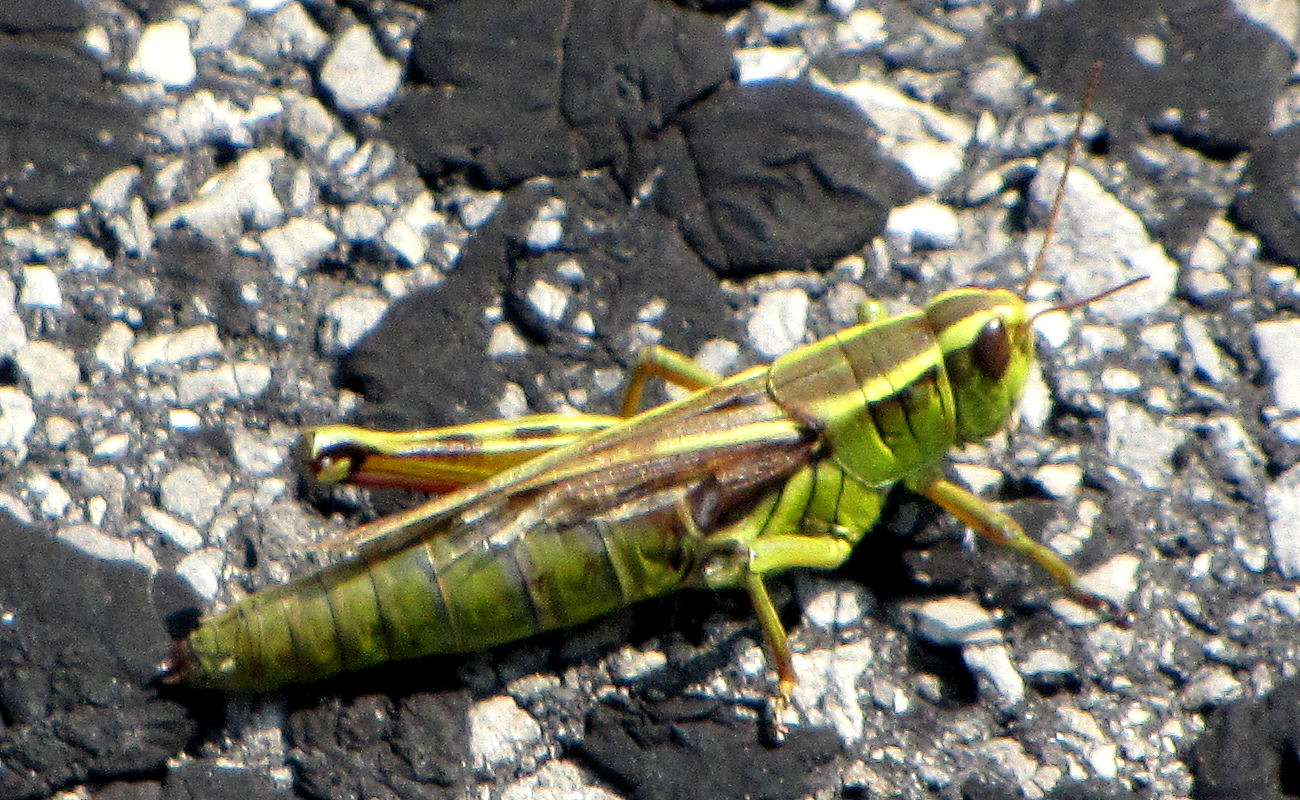

## Dottertaxa tillMelanoplus, i alfabetisk ordning[1][2]
- Melanoplus ablutus
- Melanoplus acidocercus
- Melanoplus acrophilus
- Melanoplus adelogyrus
- Melanoplus alabamae
- Melanoplus alexanderi
- Melanoplus alpinus
- Melanoplus angularis
- Melanoplus angustipennis
- Melanoplus apalachicolae
- Melanoplus aridus
- Melanoplus arizonae
- Melanoplus artemisiae
- Melanoplus ascensor
- Melanoplus ascensus
- Melanoplus aspasmus
- Melanoplus attenuatus
- Melanoplus bakeri
- Melanoplus beameri
- Melanoplus benni
- Melanoplus bernardinae
- Melanoplus birchimi
- Melanoplus bispinosus
- Melanoplus bivittatus
- Melanoplus borealis
- Melanoplus bowditchi
- Melanoplus bruneri
- Melanoplus buxtoni
- Melanoplus calidus
- Melanoplus cameronis
- Melanoplus cancri
- Melanoplus cantralli
- Melanoplus carnegiei
- Melanoplus caroli
- Melanoplus celatus
- Melanoplus cherokee
- Melanoplus chichimecus
- Melanoplus chimariki
- Melanoplus chiricahuae
- Melanoplus chumash
- Melanoplus cimatario
- Melanoplus cinereus
- Melanoplus clypeatus
- Melanoplus complanatipes
- Melanoplus confusus
- Melanoplus cuneatus
- Melanoplus daemon
- Melanoplus dakini
- Melanoplus davisi
- Melanoplus dawsoni
- Melanoplus dealbatus
- Melanoplus debilis
- Melanoplus deceptus
- Melanoplus decoratus
- Melanoplus decorus
- Melanoplus desultorius
- Melanoplus devastator
- Melanoplus devius
- Melanoplus diablo
- Melanoplus differentialis
- Melanoplus digitifer
- Melanoplus dimidipennis
- Melanoplus diminutus
- Melanoplus discolor
- Melanoplus divergens
- Melanoplus dodgei
- Melanoplus edeva
- Melanoplus elaphrus
- Melanoplus elater
- Melanoplus eremitus
- Melanoplus eumera
- Melanoplus eurycercus
- Melanoplus fasciatus
- Melanoplus femurnigrum
- Melanoplus femurrubrum
- Melanoplus flabellatus
- Melanoplus flavidus
- Melanoplus foedus
- Melanoplus forcipatus
- Melanoplus foxi
- Melanoplus franciscanus
- Melanoplus fricki
- Melanoplus frigidus
- Melanoplus fultoni
- Melanoplus furcatus
- Melanoplus gaspesiensis
- Melanoplus geniculatus
- Melanoplus gladstoni
- Melanoplus glaucipes
- Melanoplus goedeni
- Melanoplus gordonae
- Melanoplus gracilipes
- Melanoplus gracilis
- Melanoplus gurneyi
- Melanoplus haigi
- Melanoplus harperi
- Melanoplus harrisi
- Melanoplus herbaceus
- Melanoplus hesperus
- Melanoplus hinei
- Melanoplus hubbelli
- Melanoplus hupah
- Melanoplus huporeus
- Melanoplus huroni
- Melanoplus idaho
- Melanoplus immunis
- Melanoplus impudicus
- Melanoplus inconspicuus
- Melanoplus indicifer
- Melanoplus indigens
- Melanoplus infantilis
- Melanoplus islandicus
- Melanoplus jucundus
- Melanoplus juvencus
- Melanoplus kasadi
- Melanoplus keeleri
- Melanoplus keiferi
- Melanoplus kennicotti
- Melanoplus lakinus
- Melanoplus lanthanus
- Melanoplus latifercula
- Melanoplus lemhiensis
- Melanoplus lepidus
- Melanoplus ligneolus
- Melanoplus lilianae
- Melanoplus lithophilus
- Melanoplus littoralis
- Melanoplus longicornis
- Melanoplus longipsolus
- Melanoplus lovetti
- Melanoplus macclungi
- Melanoplus madeleineae
- Melanoplus magdalenae
- Melanoplus mancus
- Melanoplus marginatus
- Melanoplus marshallii
- Melanoplus mastigiphallus
- Melanoplus meridae
- Melanoplus meridionalis
- Melanoplus mexicanus
- Melanoplus microtatus
- Melanoplus middlekauffi
- Melanoplus militaris
- Melanoplus mirus
- Melanoplus missoulae
- Melanoplus montanus
- Melanoplus morsei
- Melanoplus muricolor
- Melanoplus murieta
- Melanoplus nanciae
- Melanoplus nanus
- Melanoplus neomexicanus
- Melanoplus nigrescens
- Melanoplus nitidus
- Melanoplus novato
- Melanoplus nubilus
- Melanoplus obespsolus
- Melanoplus occidentalis
- Melanoplus oklahomae
- Melanoplus olamentke
- Melanoplus ordwayae
- Melanoplus oregonensis
- Melanoplus oreophilus
- Melanoplus ostentus
- Melanoplus pachycercus
- Melanoplus packardii
- Melanoplus papyraedus
- Melanoplus payettei
- Melanoplus pegasus
- Melanoplus peninsularis
- Melanoplus picropidzae
- Melanoplus pictus
- Melanoplus pinaleno
- Melanoplus pinctus
- Melanoplus pinicola
- Melanoplus platycercus
- Melanoplus plebejus
- Melanoplus ponderosus
- Melanoplus primaestivus
- Melanoplus propinquus
- Melanoplus puer
- Melanoplus punctulatus
- Melanoplus pygmaeus
- Melanoplus quercicola
- Melanoplus querneus
- Melanoplus reflexus
- Melanoplus regalis
- Melanoplus rehni
- Melanoplus rentzi
- Melanoplus repetinus
- Melanoplus reyesensis
- Melanoplus rileyanus
- Melanoplus rotundipennis
- Melanoplus rugglesi
- Melanoplus rusticus
- Melanoplus salmonis
- Melanoplus saltator
- Melanoplus sanguinipes
- Melanoplus scapularis
- Melanoplus scitulus
- Melanoplus scudderi
- Melanoplus seminole
- Melanoplus serrulatus
- Melanoplus similis
- Melanoplus siskiyou
- Melanoplus snowii
- Melanoplus solitudinis
- Melanoplus sonomaensis
- Melanoplus splendidus
- Melanoplus spretus
- Melanoplus stegocercus
- Melanoplus stonei
- Melanoplus strumosus
- Melanoplus sumichrasti
- Melanoplus sylvaticus
- Melanoplus sylvestris
- Melanoplus symmetricus
- Melanoplus tepidus
- Melanoplus tequestae
- Melanoplus terminalis
- Melanoplus texanus
- Melanoplus thomasi
- Melanoplus torridus
- Melanoplus tribuloides
- Melanoplus tribulus
- Melanoplus trigeminus
- Melanoplus tristis
- Melanoplus truncatus
- Melanoplus tuberculatus
- Melanoplus tumidicercus
- Melanoplus tunicae
- Melanoplus validus
- Melanoplus walshii
- Melanoplus wappo
- Melanoplus warneri
- Melanoplus washingtonius
- Melanoplus wilsoni
- Melanoplus wintunus
- Melanoplus virgatus
- Melanoplus viridipes
- Melanoplus withlacoocheensis
- Melanoplus vulnus
- Melanoplus yarrowii